# Parachaea despagnesi
Parachaea despagnesi là một loài bướm đêm trong họ Noctuidae.